# Steglitz-Zehlendorf
Steglitz-Zehlendorf är ett stadsdelsområde (Bezirk) i Berlin som skapades 2001 genom en sammanslagning av stadsdelsområdena Steglitz och Zehlendorf. I Steglitz-Zehlendorf ingår stadsdelarna Dahlem, Lankwitz, Lichterfelde, Nikolassee, Steglitz, Wannsee och Zehlendorf.
I Lichterfelde ligger Botanischer Garten Berlin-Dahlem, Tysklands största botaniska trädgård, med det tillhörande museet Botanisches Museum.
I Dahlem hittar man Brücke-Museum Berlin, med världens största samling verk av konstnärerna i den expressionistiska konstnärsgruppen Brücke (1905–1913).
Bland Steglitz-Zehlendorfs vänorter finns svenska Ronneby och danska Brøndby.

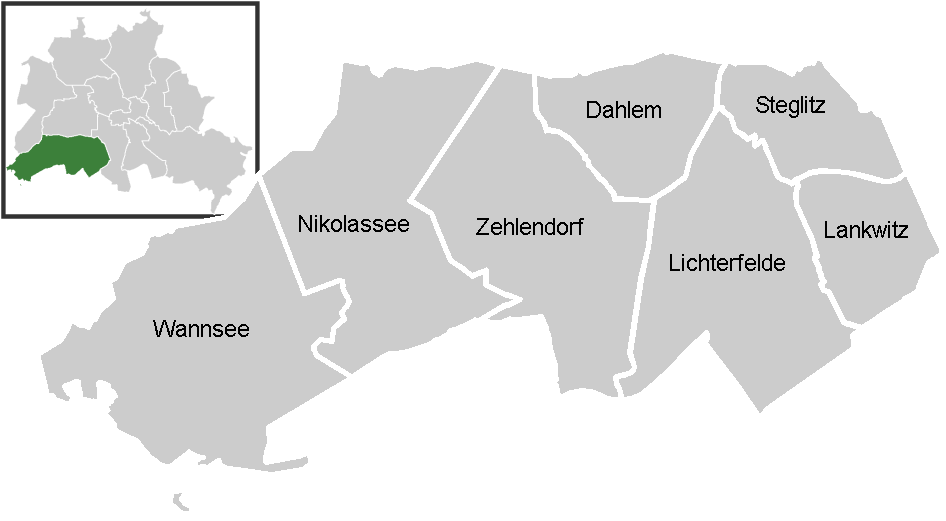
Stadsdelar i Steglitz-Zehlendorf.

Mandatfördelning i stadsdelsområdets fullmäktige
2016